# Максиміліан Леві
Максиміліан Леві  (нім. Maximilian Levy, 26 червня 1987) — німецький велогонщик, олімпійський медаліст.

## Виступи на Олімпіадах
| Олімпіада   | Дисципліна       | Місце |
| ----------- | ---------------- | ----- |
| Пекін 2008  | спринт           | 4     |
| Пекін 2008  | кейрін           | 13T   |
| Пекін 2008  | командний спринт | 3     |
| Лондон 2012 | кейрін           | 2     |
| Лондон 2012 | командний спринт | 2     |